# مخالف

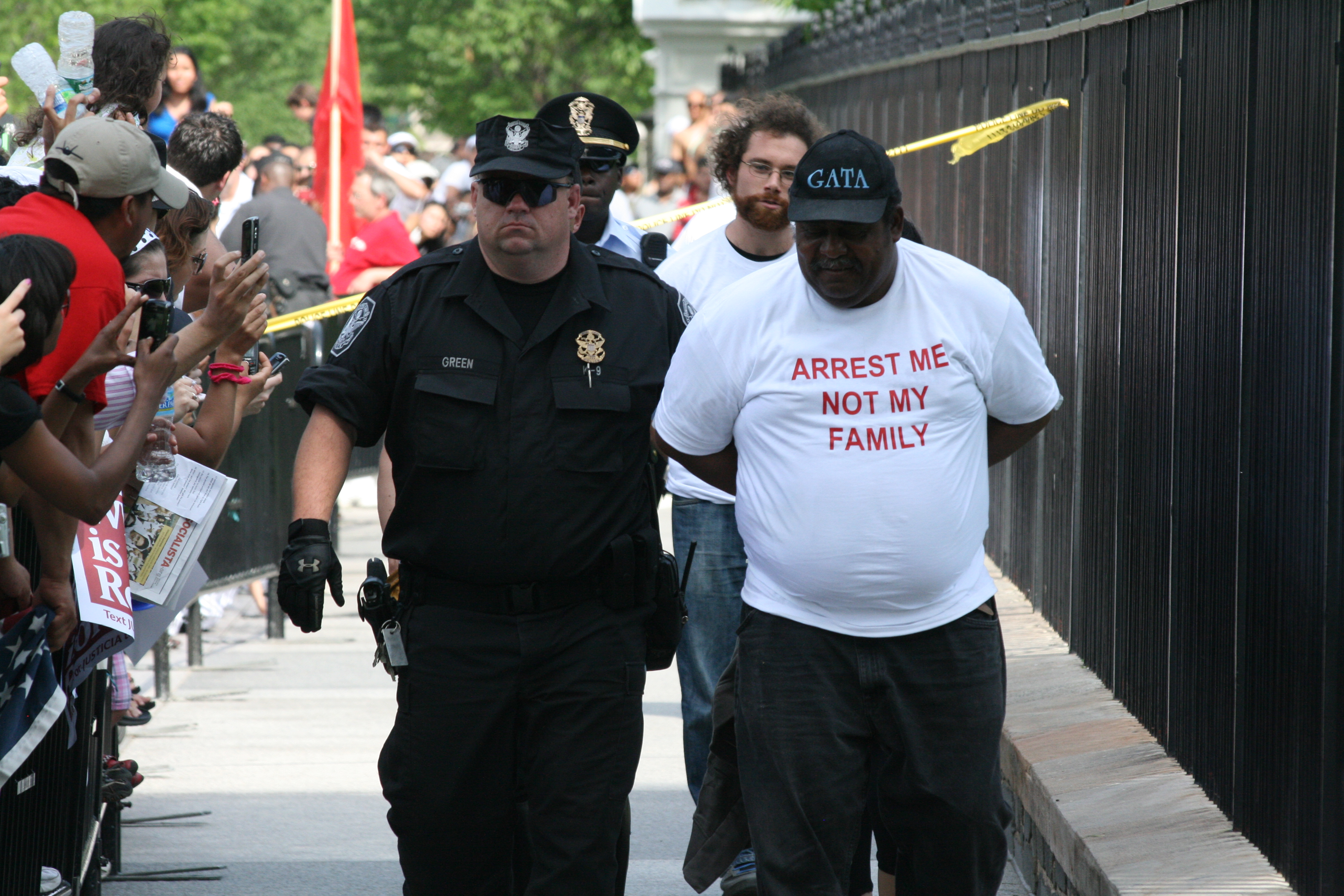
دستگیری عوامل جنبش مخالفین. (سال ۲۰۱۰ میلادی)

مخالف، دگراندیش، ناراضی، معاند یا مرتد (به انگلیسی: Dissident) کسی هست که فعالانه یک سیاست، نهاد یا دکترین ایجاد شده‌ای را به حق‌خواهی و مبارزه می‌طلبد. هنگامی که مخالفین برای یک علت یا اعتراض مشترک متحد می‌شوند، اغلب به جنبش مخالفین منجر می‌شود. این کلمه از سده ۱۶ میلادی در زمینه مذهب کاربرد داشته‌است اما از سال ۱۹۴۰ میلادی (۱۳۲۰ خورشیدی) به عبارات سیاسی وارد شده‌است.